# Vlag van Salto

Vlag van Salto (ratio 2:3)

De vlag van Salto heeft een blauwe achtergrond met linksboven het wapen van Salto, waaromheen in een halve cirkel het departementale motto Trabajo, Sabiduría, Prudencia ("Arbeid, Wijsheid, Scherpzinnigheid") staat. Onderin staan vijf witte lijnen.
De vijf witte lijnen verwijzen, samen met het blauw, naar de vlag van Uruguay. Op 3/5 vanaf de hijszijde maken de lijnen een hoek van 45° naar boven, om na 4/5 van de breedte van de vlag weer horizontaal te lopen.